# Route européenne 016
Ne doit pas être confondu avec la route européenne 16, située en Scandinavie.
Pour les articles homonymes, voir E016.
La route européenne 016 (E016) est une route reliant Zapadnoe à Astana.